# Joseph Russell (Politiker, 1800)
Joseph Russell (* 1800; † 24. April 1875 in Glens Falls, New York) war ein US-amerikanischer Politiker. Er vertrat zwischen 1845 und 1847 sowie zwischen 1851 und 1853 den Bundesstaat New York im US-Repräsentantenhaus.

## Werdegang
Joseph Russell wurde Anfang des 19. Jahrhunderts in New York geboren und lebte dann in Warrensburg im Warren County. Er erhielt eine bescheidene Schulbildung. Russell gründete die Warrensburg's Masonic Lodge. Er ging Bauholzgeschäften nach, verfolgte aber auch andere Unternehmungen, einschließlich der Teilhaberschaft an dem Warren House Hotel. Man wählte ihn in den Jahren 1830, 1835 und 1840 zum Town Supervisor von Warrensburg. Er war vom November 1834 bis November 1837 Sheriff im Warren County. 1840 saß er in der New York State Assembly. Politisch gehörte er der Demokratischen Partei an.
Bei den Kongresswahlen des Jahres 1844 für den 29. Kongress wurde er im 15. Wahlbezirk von New York in das US-Repräsentantenhaus in Washington, D.C. gewählt, wo er am 4. März 1845 die Nachfolge von Lemuel Stetson antrat. Er schied nach dem 3. März 1847 aus dem Kongress aus. Im Jahr 1850 kandidierte er für den 32. Kongress. Nach einer erfolgreichen Wahl trat er am 3. März 1851 die Nachfolge von John R. Thurman an. Er schied nach dem 3. März 1853 aus dem Kongress aus.
Später zog er nach Glens Falls, wo er die First National Bank of Glens Falls gründete. Er war auch in der Glens Falls Masonic Lodge tätig. Am 24. April 1875 verstarb er in Glens Falls.